# Wupperbrücke Tiergartentreppe
Die Wupperbrücke Tiergartentreppe, auch als Ehemalige Gaswerkbrücke oder Alte Gaswerkbrücke bekannt, war eine Straßenbrücke über die Wupper im Wuppertaler Stadtteil Elberfeld. Sie wurde im Mai 2011 abgerissen.

## Beschreibung
Die trapezförmige Stahlfachwerkträgerbrücke aus dem Jahr 1892 (nach anderer Quelle: 1882) führte von der Friedrich-Ebert-Straße zu der ehemaligen Gasanstalt Elberfeld. Das Gelände der ehemaligen Gasanstalt wurde von der Bayer AG überbaut und wird nun von der Bayer HealthCare genutzt. Auf der östlichen Seite schloss die Brücke direkt an die Tiergartentreppe an, eine öffentlich zugängliche Fußgängerverbindung zur Tiergartenstraße am Rand des Zooviertels. Diese Treppe quert zunächst als gestelzter, eingehauster, ebener Gang in einigen Metern Höhe das Bayer-Stammwerk, bevor sie als eigentliches Stufenbauwerk den steilen Hang bis zur Bahnstrecke Düsseldorf–Elberfeld überwindet, die auf dem letzten Wegstück überbrückt wird.
Die Brücke grenzte unmittelbar an die Station Varresbeck der Wuppertaler Schwebebahn und stand unter Denkmalschutz. Die Denkmaleigenschaft wurde durch das Rheinische Amt für Denkmalpflege am 16. April 1997 festgestellt und vor dem Abriss aufgehoben.
Die Brücke hatte eine Länge von 36,40 m und eine Breite von 5,20 m. Der Fahrbahnbelag bestand aus einer Pflasterung; die ehemalige Holzkonstruktion der beiden Gehwege (Balken und Bohlenbelag) war 1962 durch eine durchlaufende 12 cm starke Stahlbetonplatte mit Gussasphaltbelag ersetzt worden.

## Entwicklung bis zum Abriss

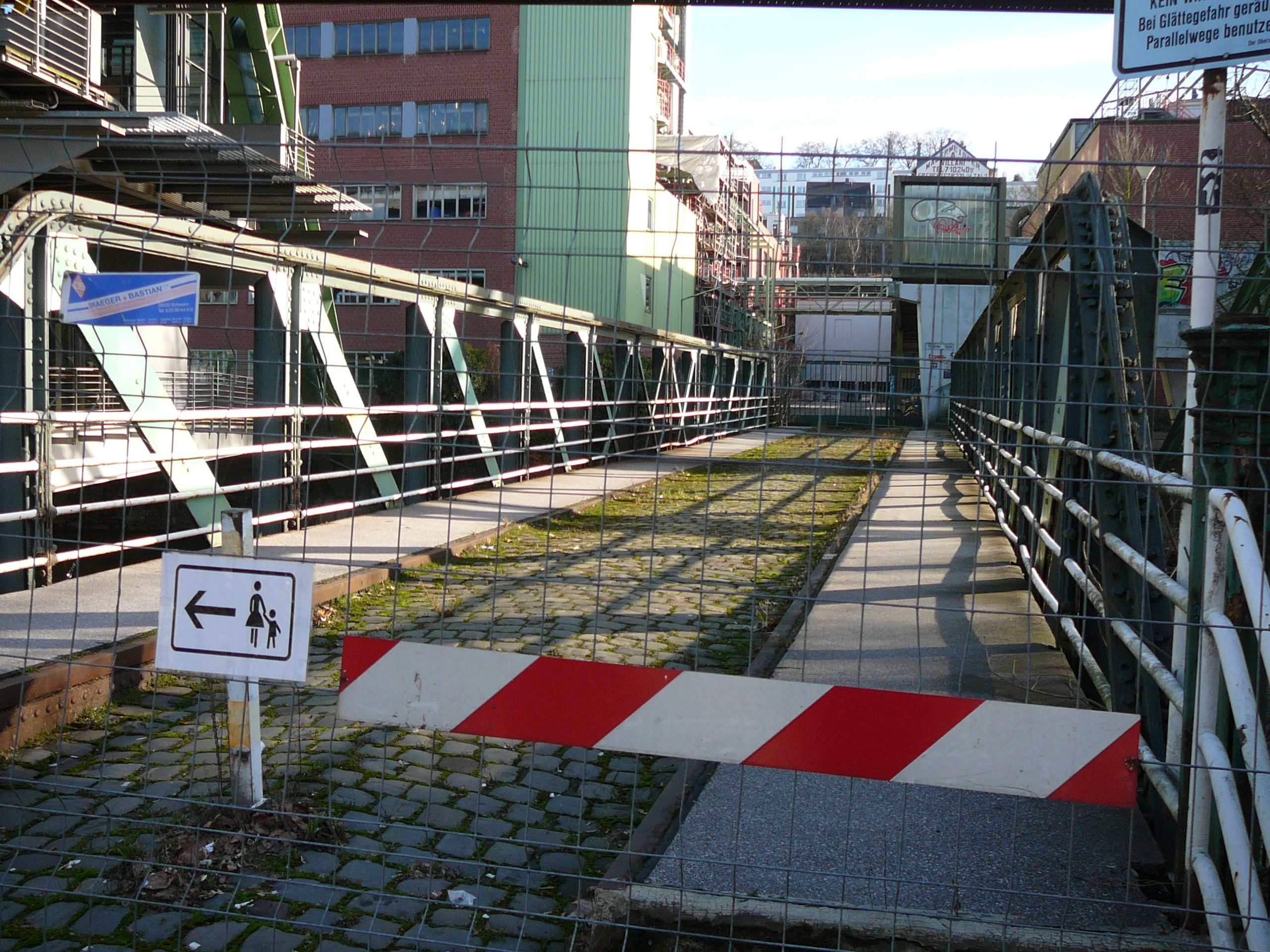
Die Beschränkungen der Wupperbrücke im Jahr 2008

Die Brücke wurde zuletzt nur noch als Fußgängerbrücke genutzt und im Juli 2007 aufgrund baulicher Mängel komplett gesperrt. Die Kosten für eine umfassende Sanierung, wobei auch die historische Substanz hätte ersetzt werden müssen, wurden auf 592.000 Euro beziffert. Die Sanierung wäre somit einem Neubau gleichgekommen. Aufgrund der schlechten Haushaltslage der Stadt Wuppertal und der redundanten Funktion der Brücke, deren Zweck des Zugangs zur Tiergartentreppe schon seit der Sperrung von der benachbarten Schwebebahnstation übernommen worden war, wurde deshalb ein Antrag auf Abriss der Brücke gestellt. Die Abbruchkosten wurden auf 85.000 Euro geschätzt.
Der Abbruch erfolgte in der Nacht vom 28. auf den 29. Mai 2011. Mit Hilfe zweier Autokräne wurde sie zerteilt und auf der nahen Friedrich-Ebert-Straße abgelegt.